# نهر ويداس
نهر ويداس هو نهر في شمال جاوة الشرقية، إندونيسيا.  إنه رافد لنهر برانتس. 

## جغرافية
يتدفق النهر في المنطقة الشرقية من جاوة مع مناخ رياح موسمية غالبًا (يُعرف باسم Am في تصنيف مناخ كوبن - جيجر)  متوسط درجة الحرارة السنوي في المنطقة هو 26 ° C. أكثر شهور دفئًا هو شهر أكتوبر، حيث يبلغ متوسط درجة الحرارة حوالي 29 ° C ، وأكثر الشهور برودة هو يناير / كانون الثاني عند 23 ° C.  يبلغ متوسط هطول الأمطار السنوي 2982 مم. الشهر الأكثر رطوبة هو شهر مارس، بمتوسط 496 أقل هطول للأمطار هو في أغسطس / آب مع 28 ملم مم الأمطار. 
| مخطط المناخ Widas River | مخطط المناخ Widas River | مخطط المناخ Widas River | مخطط المناخ Widas River | مخطط المناخ Widas River | مخطط المناخ Widas River | مخطط المناخ Widas River | مخطط المناخ Widas River | مخطط المناخ Widas River | مخطط المناخ Widas River | مخطط المناخ Widas River | مخطط المناخ Widas River |
| --- | ----------------------- | ----------------------- | ----------------------- | ----------------------- | ----------------------- | ----------------------- | ----------------------- | ----------------------- | ----------------------- | ----------------------- | ----------------------- |
| 01 | 02                      | 03                      | 04                      | 05                      | 06                      | 07                      | 08                      | 09                      | 10                      | 11                      | 12                      |
| 459 28 18 | 453 26 23               | 496 27 19               | 282 29 22               | 144 29 21               | 175 28 22               | 65 29 22                | 28 31 21                | 35 33 21                | 111 36 22               | 295 34 22               | 439 31 20               |
| متوسط درجة-الحرارة °س مجاميع الهطل مم |                         |                         |                         |                         |                         |                         |                         |                         |                         |                         |                         |
| بالوحدات الإنكليزية \| 01 \| 02 \| 03 \| 04 \| 05 \| 06 \| 07 \| 08 \| 09 \| 10 \| 11 \| 12 \| \| 18 82 64 \| 18 79 73 \| 20 81 66 \| 11 84 72 \| 5.7 84 70 \| 6.9 82 72 \| 2.6 84 72 \| 1.1 88 70 \| 1.4 91 70 \| 4.4 97 72 \| 12 93 72 \| 17 88 68 \| \| متوسط درجة-الحرارة °ف مجاميع الهطول ″ \| \| \| \| \| \| \| \| \| \| \| \| |                         |                         |                         |                         |                         |                         |                         |                         |                         |                         |                         |
| 01 | 02                      | 03                      | 04                      | 05                      | 06                      | 07                      | 08                      | 09                      | 10                      | 11                      | 12                      |
| 18 82 64 | 18 79 73                | 20 81 66                | 11 84 72                | 5.7 84 70               | 6.9 82 72               | 2.6 84 72               | 1.1 88 70               | 1.4 91 70               | 4.4 97 72               | 12 93 72                | 17 88 68                |
| متوسط درجة-الحرارة °ف مجاميع الهطول ″ |                         |                         |                         |                         |                         |                         |                         |                         |                         |                         |                         |